# Анагога
Анагога (греч. ανάγειν «воспитание, обучение», «вести наверх») — приём раскрытия и доказательства существования недоступного для непосвящённых (потайного, мистического, профетического) смысла слова, текста или его части с помощью таких приёмов, как анаграмма, нотарикон, палиндромическое чтение, чтение зигзагом, чтение по краю и др.
Традиционным объектом анагоги является Библия.